# Трайко Константинов
Трайко Константинов Тесличков е български методистки проповедник. Името му се среща като Трайко К. Тесличков (в статия на съвременника му Илия Йовчев за българските студенти в САЩ преди 1880 г.), като Тесличков на прощалната му снимка в Дрю и като Трико Константин (пак в Дрю). След това използва бащиното си име като фамилно: Трайко Константинов.

## Биография
Роден е на 1 януари 1848 година в град Щип, тогава в Османската империя. Учи в пловдивското Американско мисионерско училище в средата на 60-те години на XIX век, след което около 1871 година е пастор в Меричлери, Чирпанско. По-късно заминава за Съединените щати и учи в Масачузетс, където става бакалавър по духовни науки. От 1876 до 1879 година специализира в Методистката теологическа семинария „Дрю“ в град Медисън, а през 1880 година защитава докторат по духовни науки в колежа „Галсвил“. На 10 юли 1880 година се жени за Дора Кийтс. От 1879 година е член на Методистката църква в щата Минесота. От 1881 година е дякон, а от 1883 година – старейшина.
Завръща се в България през 1884 година и до 1885 година е пастор във Варна. От 1885 до 1891 година е ръководител на Варненския методистки район, Русе (1891 – 1893), Ловеч (1893 – 1896). През 1896 – 1897 година е методистки ръководител за цяла България. От 1897 до 1901 година е в Русе.
През 1901 година заминава за Съединените щати, където участва в дейността на Методистката църква.
Умира на 29 април 1919 година.